# Кассиан из Имолы
Кассиан (ок. 240 года — 303 или 305 год) — святой епископ Имолы, священномученик. День памяти — 13 августа.
Святой Кассиан почитается главным покровителем епархии Имола, а также покровителем архиепархии Феррары-Комаккьо и епархии Больцано-Брессаноне.
Поселившись в Форуме Корнелия, Кассиан стал преподавать грамматику и литературу. Некоторым из своих учеников он давал курс скорописи, предтечи современной стенографии. Наставник молодёжи, он стремился донести до своих учеников основы христианской веры. Некоторые горожане доложили о нём римскому префекту, как о создателе новой религии. Судом было постановлено, чтобы он отказался от новой веры и поклонился известным божествам. За отказ это сделать Кассиан был приговорён к смерти. Казнь было велено исполнить его ученикам за то, что они слушали основы новой веры.
Кассиан был погребён в римском некрополе. После подписания в 313 году Миланского эдикта на месте его погребения было возведено надгробие. Место захоронения святого посетил Пруденций. Неподалёку было основано поселение, носившее его имя: Castrum Sancti Cassiani. 

## Почитание
Память святого особо чтил св. Пётр Хризолог († 450), епископ Равенны, желавший быть похороненным рядом с ним. Святой Кассиан изображён там в капелле Сан-Хризолого, а также в базилике Сант-Аполлинаре-Нуово.
Из Равенны почитание распространилось сначала в Комаккьо, а затем и к северу от реки По, в землях, остававшихся под властью Византии, за исключением расселения лангобардов. Примерно в середине пятого века почитание Святого Кассиана отмечено в Милане. Сегодня Кассиан является покровителем Макерио и Трекате, что на реке Тичино.
Папа Римский Симмах (498—514) освятил в честь Святого Кассиана алтарь в Риме, в мавзолее слева от базилики святого Петра, преобразованного впоследствии в храм святого Андрея. Св.Эннодий, епископ Павии, в шестом веке разместил часть мощей святого в одном из городских храмов. Святому из Имолы также посвящён монастырь Сан-Кашано-ин-Валь-ди-Пеза и Церковь Сан-Кассиано в Венеции.
В Итальянских Альпах также сохраняется почитание святого Кассиана. В Тироле Святому Кассиану составлена специальная служба, в его честь был освящён собор. Когда в десятом веке епископская кафедра была перенесена в Брессаноне, новый собор Бриксена был посвящён святым Кассиану и Индженуину (Sant’Ingenuino). Храмы, освящённые в честь Святого Кассиана имеются также в Перке (Percha) и в Пустертале (Pustertal).
За Альпами древние храмы в честь Кассиана освящены в Инсбруке и Регенсбурге.
Сохранились рука святого и колонна, около которой он был замучен. Эта колонна была найдена случайно в 1085 году, на ней остались следы крови святого. Она располагалась в нескольких метрах от того места, где находился зал суда. Реликвия была сохранена на протяжении веков в приходской церкви Святого Креста, существующей до сих пор, на территории которого и была сделана находка. В 1684 году четыре фрагмента колонны были отправлены в Брессаноне.
13 августа 1577 возник обычай совершать ход с мощами святого Кассиана от собора до храма Святого Креста, что рядом с тем местом, где святой был убит. Эта традиция была отменена в 1914 году епископом Paolino Tribbioli. Последний осмотр мощей святого был произведен 13 мая 2003 года.
С 1712 года в Брессаноне каждый год выходит календарь более чем 400 страниц, в котором собрана не только историческая информация, но и рецепты, стихи и сведения о районе. Календарь издаётся с целью «содействия прославлению Святого Кассиана, учителя и покровителя педагогов, и его почитанию в народе».
Известен институт высшего образования Istituto di Istruzione Superiore Paolini Cassiano di Imola, названный в честь святого.